# Guerre anglo-néerlandaise de Java
 (octobre 2024).

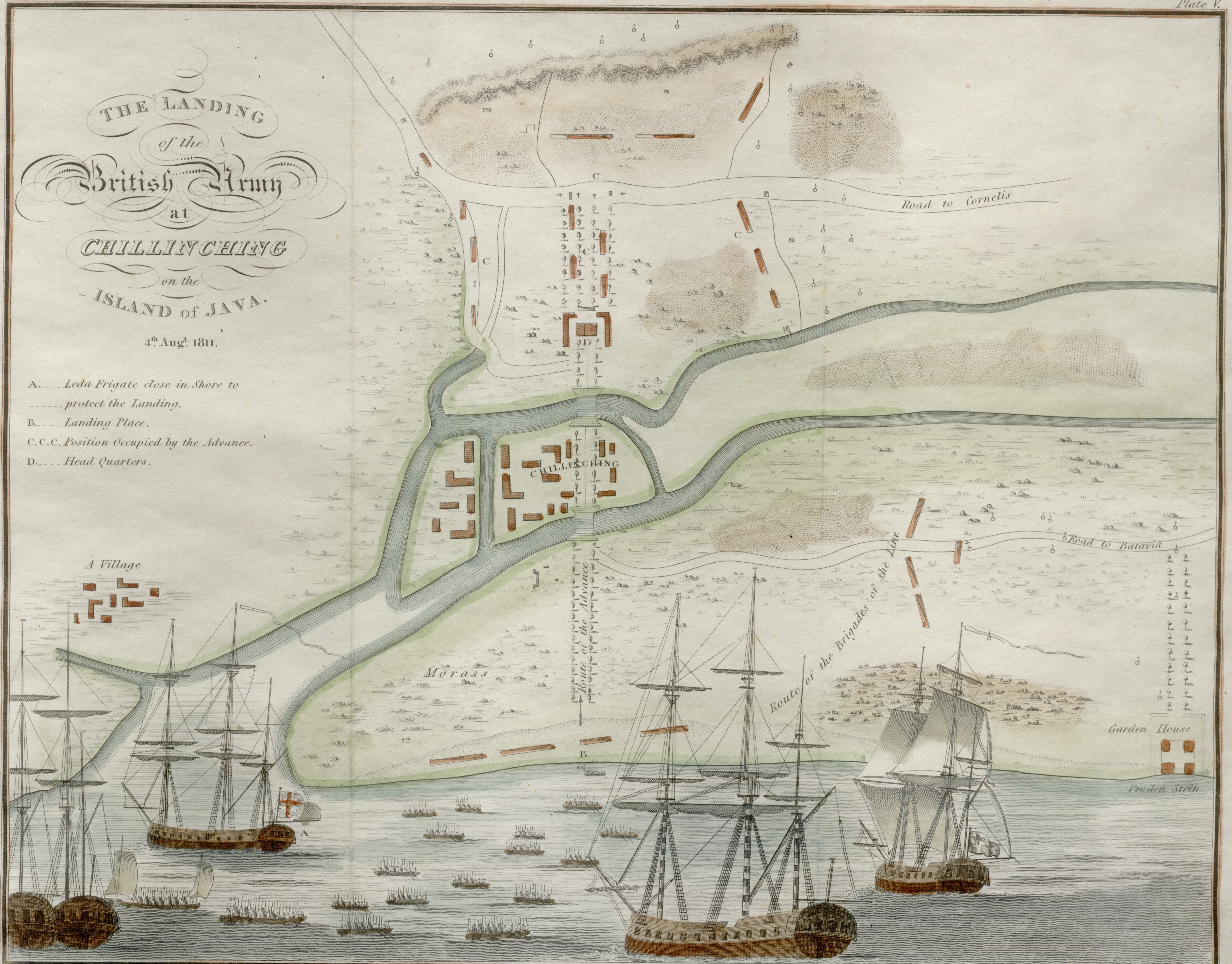
Le débarquement des troupes britanniques à Cilincing à l'est de Batavia (aujourd'hui dans le nord de Jakarta)

La guerre anglo-néerlandaise de Java est un conflit militaire qui s'inscrit dans le cadre plus général des guerres napoléoniennes et qui eut lieu entre 1810 et 1811 entre le Royaume-Uni d'une part et le Royaume de Hollande et la France d'autre part pour le contrôle colonial de l'île de Java.

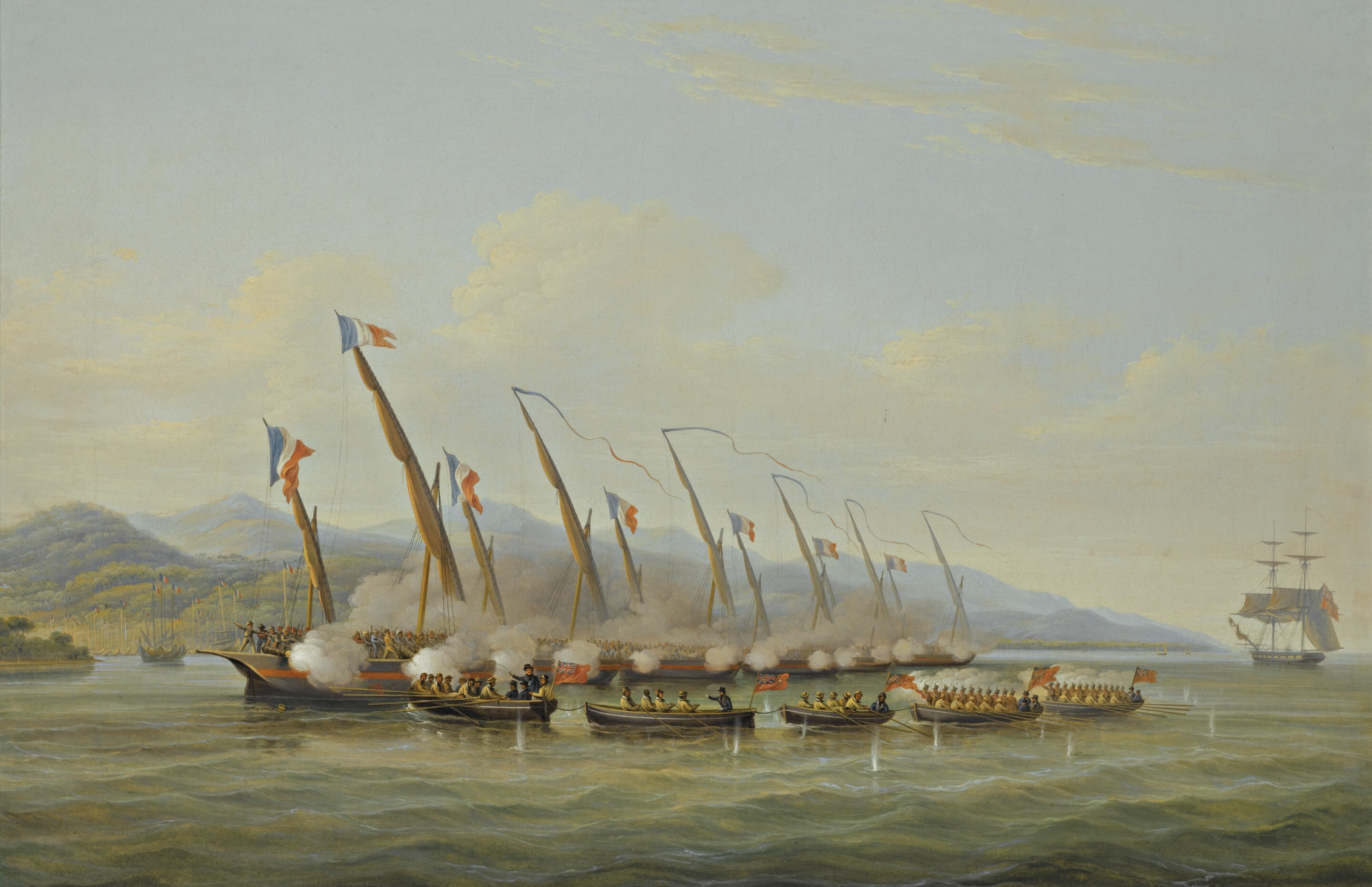
Capture de cannonières françaisesà Indramayu par le commandant Robert Maunsell, juillet 1811

Le gouverneur général des Indes orientales néerlandaises, Herman Willem Daendels avait fortifié l'île contre une possible invasion britannique. En 1810, une importante expédition de la Compagnie anglaise des Indes orientales menée par Gilbert Elliot, gouverneur général des Indes, venait de conquérir les territoires français de La Réunion et de l'île Maurice ainsi que les territoires néerlandais d'Ambon et des Moluques. En août 1811, cette troupe parvint à conquérir Batavia en forçant les Néerlandais à se rendre à Semarang le 17 septembre 1811 après la bataille de Meester Cornelis (aujourd'hui Jatinegara). Palembang, Makassar et Timor furent cédés aux Britanniques. Thomas Stamford Raffles fut nommé gouverneur de Java. Ce n'est qu'en 1816 que les Britanniques restituèrent les territoires conquis aux Pays-Bas lors des traités mettant fin aux guerres napoléoniennes.